# Felix Zubiaga
Felix Zubiaga Legarreta, né à Errigoiti le 22 février 1932 est un philologue, un moine de l'ordre des passionistes et écrivain basque espagnol de langue basque.
Il vit une grande partie de sa vie dans le couvent d'Euba, dans la ville de Amorebieta.
Passionné par la mythologie et les origines de la langue basque, il publie trois ouvrages sur ces thèmes : Euskararen ereduak, Jainkoa eta gizakia euskararen oroitzan et Euskal mito-erritoak eta euskara.

### Nouvelles
- Rh- Odolestuak, 1982, Ibaizabal ;
- Espedientea, 1987, Ibaizabal ;
- Kalean andre, 1988, Bizkaiko Foru Aldundia-Saria ;
- Lekuan lekuna maloa, 1990-Bizkaia Foru Aldundia-Saria, 1990, Ibaizabal ;
- Don Bildur, 1994, Ibaizabal.

### Essais
- Vascuence y mitoanalisis, 2000, Eleiker ;
- Euskararen ereduak, 2000, Eleiker ;
- Jainkoa eta gizakia euskararen oroitzan, 2001, Eleiker ;
- Euskal mito-erritoak eta euskara, 2001, Ibaizabal ;
- Apellidos y nobleza, 2002, Eleiker ;
- Onomastica oido de la prehistoria, 2002, Eleiker ;
- Analogia, arte del lenguaje, segun el vascuence, 2002, Eleiker ;
- Antigua Testamento del vascuence, 2003, Eleiker ;
- Euskararen jakinduria, 2003, Eleiker ;
- Origen y desarrollo del lenguaje, segun el vascuence, 2004 ;
- Euskara, mito bizia, 2004, Eleiker ;
- Zuzentza eta eskubidea euskararen oroitzan, 2004, Eleiker ;
- Euskara bere baitan, 2005, Eleiker ;
- Vascuence, inconsciente colectivo, 2005, Eleiker ;
- Antigua religion de los vascos, 2006, Eleiker ;
- Gizakia, Hirutasun irudia, 2006, Eleiker ;
- Vascoeuropeismo versus indoeuropeismo, 2007, Eleiker ;
- Euskara, hermeneutika, 2007, Eleiker ;
- Origen del Vascuence, 2008, Eleiker ;
- Ama Jainkoa, 2009, Eleiker.

### Poésie
- Kurutzemendi, 1981, Ibaizabal ;
- Zure argi kliskak, Arrese eta Beitia Saria-1986, 1987, Euskaltzaindia-BBK ;
- Uraren ohikuna, 1989, Ibaizabal ;
- Desliluraren parabolak, 1990, Ibaizabal ;
- Harri eta oihartzun, 1990, Ibaizabal ;
- Oi Emmanuel Lizardi Saria -1991-1992, Ibaizabal ;
- Pasio kantataegia, 1996, Ibaizabal.

### Littérature pour enfants
- Errosario kuzkuak, Babilandia, Agora Saria-1963,, 1977, Ibaizabal ;
- Pinto, 1979, Ibaizabal ;
- Pinto 2, 1980, Ibaizabal ;
- Kirru eta Aldapeko Sagarra, 1982, Ibaizbal ;
- Karramarroen aurreskua, 1983, Ibaizabal ;
- Kuku pasota, 1984, Ibaizabal ;
- Halabeharrez mediku, l986, Ibaizabal.